# Media Bias/Fact Check
Media Bias/Fact Check ( MBFC ) 是美国的一個事实核查网站，由Dave M. Van Zandt于2015年創辦。它就偏见和事实的准确性兩個方面对网站和媒體进行评分，分數總分為10分。不過Media Bias/Fact Check所採用的評估方法以及評估的准确性都受到了外界批评。報導稱，該機構承認自己會以投票、個人主觀看法來評斷媒體是否公正。